# Rakino Brdo
Rakino Brdo är en ort i Bosnien och Hercegovina.   Den ligger i entiteten Republika Srpska, i den östra delen av landet, 70 km nordost om huvudstaden Sarajevo. Rakino Brdo ligger 375 meter över havet och antalet invånare är 262.
Terrängen runt Rakino Brdo är huvudsakligen kuperad, men åt nordväst är den platt. Terrängen runt Rakino Brdo sluttar norrut. Närmaste större samhälle är Kalesija, 6,9 km norr om Rakino Brdo.
Omgivningarna runt Rakino Brdo är en mosaik av jordbruksmark och naturlig växtlighet. Runt Rakino Brdo är det ganska tätbefolkat, med 67 invånare per kvadratkilometer.